# 黄土店站
黄土店站是北京铁路东北环线（双沙铁路）上的一座铁路车站，位于北京市昌平区霍营街道和回龙观街道交界处，上行距北京东站13公里，下行距沙河站3公里，现由中国铁路北京局集团有限公司北京北站管理，为客货运四等站，建于1966年。
黄土店站分为货场和客场，其中货场位于位于回龙观街道黄土店村，黄土店站站名因此得来；客场位于霍营街道，原为响应北京北站改造而为S2线建设的临时始发站场，在北京市郊铁路规划调整后，计划通过改造建设成为正式车站，并引入北京市郊铁路东北环线。

## 历史
1960年1月，为沟通京张铁路以及京通铁路（现京哈铁路北京至通州段），实现京张铁路列车进入新投入使用的北京站的计划，北京铁路东北环线动工建设，黄土店站作为东北环线上的车站，于1966年启动建设，同年通车启用。
2001年，在建设地铁13号线过程中，考虑到13号线车辆与东北环线的过轨需求，在黄土店站西咽喉建设了与地铁回龙观站的联络线。
由于京张城际铁路引入北京北站，北京北站需停运改造，黄土店站于2016年6月至11月在黄土店站啤酒厂专用线北侧新建客运站台两座，到发线两条，天桥1座，新建候车室。2016年11月1日早，黄土店客场作为北京市郊铁路S2线各班列车的临时始发终到站正式启用。负责黄土店站旅客业务的大部分工作人员系原清华园站的员工，在2016年10月31日清华园站关闭后调配至该站。在黄土店站客场建设过程中，同步建设了连接地铁霍营站G4出入口的临时道路，方便地铁乘客转乘S2线。
2017年12月31日，北京市郊铁路怀柔—密云线实现简易通车，运营起点同为黄土店站，使用与S2线相同的NDJ3型内燃动车组运营。
2019年5月，市郊铁路黄土店站在站外增设了3600平米站外罩棚候车区。
2020年9月30日，北京市郊铁路怀柔—密云线改由电力动车组担当，并改以北京北站为始发终到站，黄土店站不再承担该线的始发终到业务。
2020年10至12月，为迎合北京市郊铁路东北环线简易开行工程，黄土店站客场将原有的尽端式站场改为通过式站场，并实施了电气化改造，同时开辟了独立的东北环线进站通道，原有啤酒厂专用线及啤酒厂货场也随之拆除。但由于未知原因，东北环线的简易开行计划被搁置，黄土店站的东北环线进站通道也随之搁置。
2023年6月1日，中国铁道科学研究院集团有限公司发布了《市郊铁路东北环线（南口至光华路段）工程环境影响评价第二次公示》，黄土店站以霍营站的名义列入设站计划表中。

## 车站结构

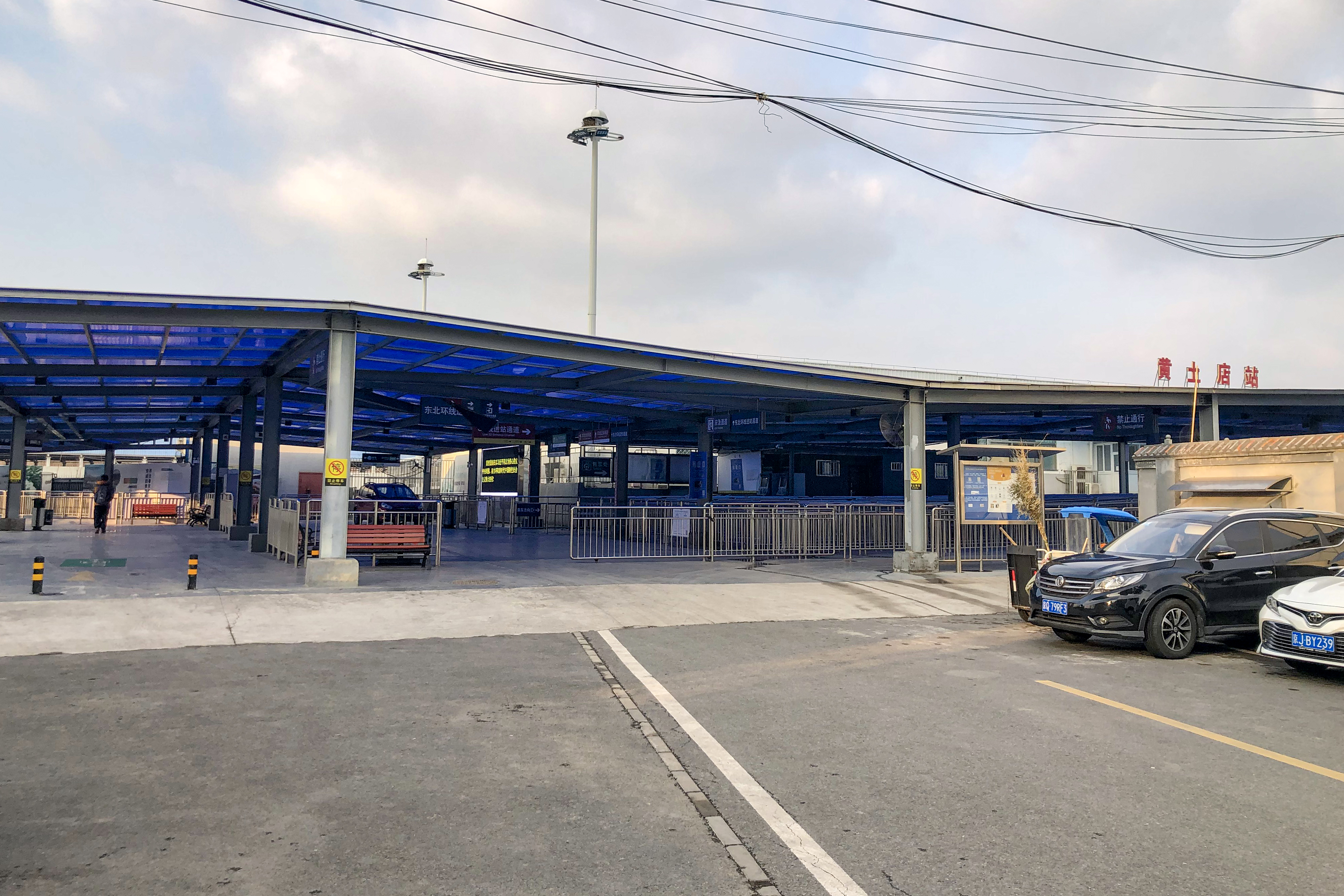
黄土店客场站前广场南立面，站房已被雨棚遮盖（2021年3月）
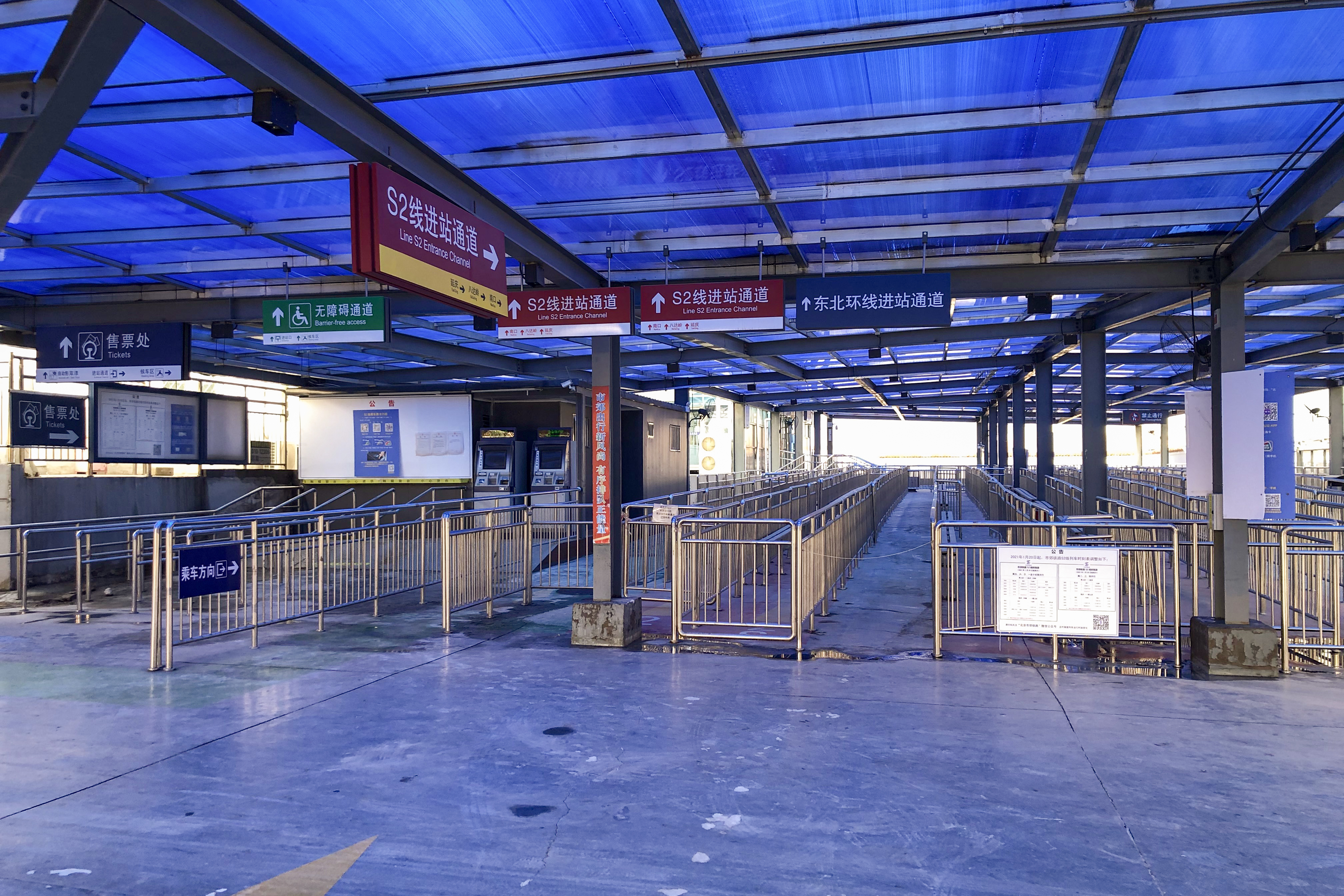
进站通道（2021年3月）

| 站外广场 | 一卡通自助充值机、出入口导流栏杆、地铁霍营站南公交场站、连接地铁霍营站通道、 去往西三旗北路道路、去往科星路隧道阶梯（暂未开通） | 一卡通自助充值机、出入口导流栏杆、地铁霍营站南公交场站、连接地铁霍营站通道、 去往西三旗北路道路、去往科星路隧道阶梯（暂未开通） | 一卡通自助充值机、出入口导流栏杆、地铁霍营站南公交场站、连接地铁霍营站通道、 去往西三旗北路道路、去往科星路隧道阶梯（暂未开通） |
| 站房     | 售票（已停用）、安全检查、进站闸机、卫生间、候车室、出站口、跨线天桥                                                            | 售票（已停用）、安全检查、进站闸机、卫生间、候车室、出站口、跨线天桥                                                            | 售票（已停用）、安全检查、进站闸机、卫生间、候车室、出站口、跨线天桥                                                            |
| 站台     | 侧式站台，左側開门 | 侧式站台，左側開门 | 侧式站台，左側開门 |
| 站台     | 1站台 | 东北环线往北京东 （望京） S2线往延庆、沙城 （南口）                                                                             | |
| 站台     | 2站台 | 东北环线往北京东 （望京） S2线往延庆、沙城 （南口）                                                                             | |
| 站台     | 侧式站台，右側開门 | | |

## 争议与规划
为配合京张城际铁路建设，原由北京北站到发的北京市郊铁路S2线列车按照计划迁移至本站到发。但由于本站属于临时车站性质，因此在原车站东侧新建客场作为临时客站。然而新建客场与传统意义上的黄土店站距离较远，且周围导向标识混乱，容易引起混淆。因此有市民建议将S2列车使用的黄土店客场易名为霍营站或黄土店东站。
根据2022年8月霍营综合枢纽的环评显示，作为北京市郊铁路东北环线的起点站，会向西些许挪动，以靠近北京地铁13号线的霍营站，方便换乘。
此外，北京市郊铁路东北环线（南口至光华路段）工程计划在国铁黄土店站建设市郊铁路停车场。